# Annabelle (pel·lícula)
Annabelle és una pel·lícula estatunidenca de terror sobrenatural de 2014 dirigida per John R. Leonetti, escrita per Gary Dauberman i produïda per Peter Safran i James Wan. És una preqüela de la pel·lícula L'expedient Warren de 2013 i el segon títol de la franquícia de L'expedient Warren. El film està inspirat en la història d'una nina dita Annabelle tal com és contada per Ed i Lorraine Warren i és protagonitzat per Annabelle Wallis, Ward Horton, i Alfre Woodard. La pel·lícula també està doblada i subtitulada al català.
Una obra derivada centrant-se en els orígens de la nina Annabelle, que havia aparegut per primera vegada a L'expedient Warren, va ser anunciada poc després de l'estrena de la primera cinta; principalment a causa de l'èxit a taquilla i de la bona rebuda al personatge. El rodatge va començar el gener de 2014 a Los Angeles.
La preestrena d'Annabelle va ser al TCL Chinese Theatre de Los Angeles el 29 de setembre de 2014, i es va estrenar als Estats Units d'Amèrica el 3 d'octubre de 2014, gràcies a Warner Bros. Pictures i New Line Cinema. Annabelle va rebre crítiques negatives dels crítics, molts consideraven el film inferior al seu predecessor, i es van recaptar 257 milions de dòlars amb un pressupost de 6,5 milions. L'11 d'agost de 2017 es va estrenar una preqüela dita Annabelle: Creation i el 26 de juny de 2019 s'estrenaria una seqüela titulada Annabelle Comes Home.